# アラン・オデイ
アラン・オデイ（Alan O'Day, 1940年10月3日 - 2013年5月17日）は、アメリカのシンガーソングライター。
1977年に、本人の作詞・作曲・歌による「アンダーカヴァー・エンジェル（Undercover Angel）」が、全米No.1ヒットとなった。また、1974年にはヘレン・レディに提供した「アンジー・ベイビー」がNo.1、ライチャス・ブラザーズに提供した「ロックンロール天国」がNo.3となっている。1980年代から、テレビ音楽を担当するようになり、アニメ番組「マペット・ベイビーズ（Muppet Babies）」で、共作として100曲以上の楽曲を作曲している。1990年代には、ナショナルジオグラフィックチャンネルの「Really Wild Animals」の音楽を担当・演奏した。日本では、山下達郎の英語作詞者として知られている。妻は日本人。

## 経歴

### 生い立ち〜初期
カリフォルニアのハリウッドで生まれる。EarleとJeannette夫妻の一人っ子だった。夫妻は共にパサディナ・スター・ニュース紙で働くジャーナリストであった。Earleは報道写真の撮影に加え、パームスプリングスの商工会議所の広報も行っていた。また、Jeannetteは新聞記事を書く一方で、学校で教師をしていた。
オデイは、6歳で木琴を使い作曲したことを覚えていると述べている。5年生の頃に好きだったアーティストは、スパイク・ジョーンズで、学友を前に、ウクレレでセレナーデを奏でていた。Coachella Valley Union 高校では、「The Imperials」というバンドに参加した後、自らジェリー・リー・ルイス、リトル・リチャード、エルヴィス・プレスリーやファッツ・ドミノに強く影響を受けたロック･バンド 「The Shoves」を結成する一方、「The Renés」というロックにラテンやメキシカン・スタンダードを取り入れたバンドでも演奏し、彼自身に作曲する機会も与えられた。
1961年、高校時代の友人アーチー・ホール.Jrを通して仕事を見つける。アーチー.Jrの父アーチー・ホール.Srは、映画のプロデューサーで、息子を出演させた映画を製作し、オデイはその映画音楽に一役買った。1962年には映画 Eegah の音楽を担当し、Wild Guitarでは音楽監督となった。1963年には「The Sadist」のサウンド・レコーダー、1964年には「What's Up Front!」のサウンド・ミキサーを務めた。アーチー.Jrとオデイは4人編成のバンド「The Archers」を結成し、サンセット・ストリップのナイトクラブで演奏するようになった。
1965年頃、オデイは、ポップスとコメディを演じるバンド「Alan & Bob & Denny」を結成、パサデナやハリウッドで活動し、歌手、女優、コメディエンヌであるヴァージニア・オブライエンのバックバンドとして、1965年11月14日のエド・サリヴァン・ショーに出演した。

### ソングライター
一連の活動にもかかわらず、オデイはそれまでの自分の経歴に満足していなかったため、ソングライターとして集中することに決めた。1969年に、E. H. Morris Musicと契約、1971年には、ワーナー・ブラザース・ミュージックと契約し、ボビー・シャーマンのシングル・ヒットとなる「ドラム」を書いた。1974年にはシェールがレコーディングした「トレイン・オブ・ソート」、ライチャス・ブラザーズの「ロックンロール天国」そして、ヘレン・レディの歌う「アンジー・ベイビー」の3曲のヒットが生まれた。「アンジー・ベイビー」は、1974年12月の終わりにNo.1ヒットとなり、ヘレン・レディの最も売れたシングルのうちの1曲となった。2006年、オデイはこの曲を書くのに、3か月かかったと述べている。

### ソロ活動
1977年、ワーナー・ミュージック・グループは、所属する作家に対して新たなレーベルを設立することにした。そのレーベル初のアーティストとして契約したオデイは、第一弾として「Undercover Angel」を発売する。それは「夜の恋愛活動」について歌われたものであり、特にこれと言った宣伝もなく1977年2月に発売された。しかし、発売後数ヶ月でNo.1ヒットとなり、約200万枚の売り上げを記録した。続いて発売されたシングル「Skinny Girls」は1980年にオーストラリアでNo.1となった。1981年には知己の小杉理宇造に請われ、山下達郎のアルバム『FOR YOU』の収録曲「Your Eyes」を作詞、アルバムは日本でヒットを記録した。以来、山下の英語詞の楽曲をすべて手がけることとなる。
1982年、ワーナー・ブラザースを離れ独立。1983年、東京に招かれ、山下達郎のアルバム『ビッグ・ウェイブ』の作詞を担当し、日本でゴールド・ディスクを獲得した。

### テレビ
1983年、オデイは、シンガー・ソングライターのJanis Liebhartと出会い、共同で新しいアニメ番組「ジム・ヘンソンのマペット・ベイビーズ」の音楽を制作した。この番組のために、8年間にわたり100曲以上共作し、エミー賞を受賞、世界各国で放映された。
この番組「Muppet Babies」の終了後も、オデイとLiebhartは子供向け番組、ナショナルジオグラフィックチャンネルの「Really Wild Animals」などにおいて、共作は続けた。別の子供向け番組「Alaska Video」でも共作している。

### 晩年
5枚のソロ・アルバムを残しているが2008年の『I Hear Voices』が最後となった。2013年5月17日、肺がんとの闘病の末、カリフォルニア州ウエストウッドの自宅で、最愛の日本人妻・ユカら家族、友人に看取られ死去。72歳没。
この訃報は永年のビジネスパートナーにして、家族ぐるみの付き合いであった山下達郎も大変ショックを受け、2013年5月26日の『山下達郎のサンデー・ソングブック』（TOKYO FM）では「30年来、英語詞はずっとアランだったので、これからどうすればいいか・・・」と心境を吐露している。同番組では翌週6月2日及び翌々週9日の2週にわたりレギュラープログラムを急遽変更し、「アラン・オデイ追悼特集」が放送された。番組内では山下への歌詞提供作品をはじめ、オデイの過去に手掛けた作品が数多く紹介、オンエアーされた。9日放送分の最後では、山下との最後の共作にして、遺作となった「Angel Of The Light」のオデイ自身によるデモ・バージョンが披露された。

## ディスコグラフィ

### シングル
- アンダーカヴァー・エンジェル 1977年、全米1位
- Started Out Dancing, Ended Up Making Love 1978年、全米73位
- Skinny Girls 1980年
- Oh Johnny! 1979年
- Love At First Sight 1980年

### アルバム
- Caress Me Pretty Music （1973年）
- Appetizers （1977年）
- Oh Johnny （1979年）
- Undercover Angel （2001年）
- I Hear Voices　（2008年）

### 提供曲
- ドラム（歌:ボビー・シャーマン） 1971年、全米29位
- トレイン・オブ・ソート （歌:シェール） 1974年、全米27位、カナダ22位
- ロックンロール天国 （歌:ライチャス・ブラザーズ） 1974年、全米3位
- アンジー・ベイビー （歌:ヘレン・レディ） 1974年、全米1位
- Love can Go the Distance （作詞のみ。作曲と歌:山下達郎） 1999年、オリコン18位
- Angel of the Light （作詞のみ。作曲と歌:山下達郎）2008年、オリコン3位（シングル「ずっと一緒さ」のカップリング）